# Marsa Bin Muhajdi
Marsa Bin Muhajdi (arab. مرسى بن مھيدي; fr. Marsa Ben M'Hidi)  – jedna z 53 gmin w prowincji Tilimsan, w Algierii, znajdująca się w północno-zachodniej części prowincji, około 83 km na północny zachód od Tilimsan. Leży nad morzem śródziemnym i graniczy z Marokiem, na zachód znajduje się marokańska nadmorska miejscowość  wypoczynkowa Saïdia. W 2008 roku gminę zamieszkiwało 6212 osób. Numer statystyczny gminy w Office National des Statistiques d'Algérie to 1339.